# کلیتا اسمیت
کلیتا اسمیت (انگلیسی: Kellita Smith؛ زادهٔ ۱۱ ژوئیهٔ ۱۹۶۹) یک هنرپیشه اهل ایالات متحده آمریکا است.
او در فیلم فرزند خواندگی مرگبار بازی کرده‌است.